# Michael Novak
Michael Novak (Johnstown, Pensilvania; 9 de septiembre de 1933-Washington D. C., 17 de febrero de 2017) fue un filósofo y diplomático católico estadounidense. Autor de más de 25 libros sobre filosofía y teología de la cultura, Novak es conocido por su libro The Spirit of Democratic Capitalism (El espíritu del capitalismo democrático) de 1982. En 1994 fue premiado con el Templeton Prize for Progress in Religion, que incluía un premio de un millón de dólares estadounidenses entregado en el Palacio de Buckingham. Escribe libros y artículos enfocados al capitalismo, la religión y las políticas de democratización. 
Se graduó Summa Cum Laude en Stonehill College en 1956 con un título de grado en filosofía e inglés, continuando sus estudios de postgrado en la Pontificia Universidad Gregoriana de Roma, donde completó un Sacrae Theologiae Baccalaureus (grado académico en teología) en 1958, y, posteriormente, en la Universidad Harvard, donde obtuvo un Master of Arts en historia y filosofía de la religión en 1966.
Novak trabajó como un corresponsal del National Catholic Reporter durante la segunda sesión del Concilio Vaticano Segundo en Roma, donde también tuvo la oportunidad de completar un libro debido a un contrato que otro reportero tenía con una editorial pero que no podría cumplir. El resultado fue el segundo libro de Novak The Open Church, un recuento periodístico de lo ocurrido durante la segunda sesión del Concilio.
En 1993 recibió un doctorado honorífico por parte de la Universidad Francisco Marroquín por su compromiso con las ideas de la libertad.
En 1994 recibió el premio Templeton.
En 2016 se incorporó como profesor visitante a la Escuela de Negocios y Economía Tim y Steph Busch de la Universidad Católica de América.

## Obras
- Writing From Left to Right: My Journey From Liberal to Conservative (2013)
- No One Sees God: The Dark Night of Atheists and Believers (2008)
- Washington's God (con Jana Novak) (2006)
- The Universal Hunger for Liberty (2004)
- Universal Hunger for Liberty:: Why the Clash of Civilizations is Not Inevitable (2004).
- On Two Wings: Humble Faith and Common Sense at the American Founding (2001).
- Business as a Calling (1996).[5]
- The Catholic Ethic and the Spirit of Capitalism (1993). ISBN 0-02-923235-X.[6]
- Free Persons and the Common Good (1988).[7]
- Tell me Why
- The Open Church
- Joy of Sports
- Catholic Social Thought and Liberal Institutions
- This Hemisphere of Liberty
- Will it Liberate? Questions about Liberation Theology[8]
- Toward the Future
- Moral Clarity in a Nuclear Age
- Ascent of the Mountain, Flight of the Dove
- Character and Crime
- On Cultivating Liberty
- The Fire of Invention
- The Guns of Lattimer
- Choosing Presidents
- A Free Society Reader
- Three in One
- The New Consensus on Family and Welfare: A Community of Self-Reliance (Novak et al.) (1987).
- The Spirit of Democratic Capitalism (1982). ISBN 0-8191-7823-3.[9]
- Rise of the Unmeltable Ethnics (1972).
- The Experience of Nothingness (1970; revised and expanded 1998).[10]
- Naked I Leave a novel (1970).
- Belief and Unbelief (1965; 3rd ed. 1994).
- The Tiber was Silver a novel (1962).

### Ediciones en español
- La experiencia del matrimonio. Editorial Marfil. 1970. ISBN 978-84-268-0171-5.
- ¿En verdad liberará? Discusiones sobre la teología de liberación. Editorial Diana. 1988. ISBN 968-13-1881-1.
- Personas libres y el bien común. Editorial Diana. 1992. ISBN 968-13-2275-4.
- El despertar de las sociedades democráticas. Instituto Cultural Ludwig von Mises. 1999. ISBN 968-5002-03-7.
- Los negocios como vocación. Emecé Editores. 1998. ISBN 950-04-1836-3.
- Este hemisferio de libertad. Diana. 1994. ISBN 968-13-2654-7.
- Raíces evangélicas del capitalismo democrático. Asociación Libro Libre. 1989. ISBN 9977-901-96-1.
- El pensamiento social católico y las instituciones liberales. Libro Libre. 1992. ISBN 9977-89-024-2.
- El fuego de la inventiva, la energía del interés: Sobre la propiedad intelectual. Fundación República para una Nueva Generación. 1997. ISBN 987-95328-5-6.
- Teología de la Liberación: ¿en verdad liberará?. Diana. 1994. ISBN 968-13-2670-9.
- La ética Católica y el espíritu del capitalismo. Centro de Estudios Públicos. 1995. ISBN 956-7015-18-X.